# Ferdinand von Hompesch zu Bolheim
Ferdinand Joseph Hermann Anton Freiherr von Hompesch zu Bolheim (* 9. November 1744 auf Schloss Bollheim bei Oberelvenich; † 12. Mai 1805 in Montpellier, Frankreich) war der 71. und bisher einzige deutsche Großmeister des Souveränen Malteserordens, ein Amt, welches er vom 17. Juli 1797 bis zu seinem Rücktritt am 6. Juli 1799 innehatte.
Unter seiner Führung musste der Orden die Insel Malta, die seit 1530 Heimstätte des Ordens war, aufgeben, nachdem französische Truppen unter dem damaligen General Napoléon Bonaparte im Juni 1798 mit einem großen Aufgebot an Schiffen und Soldaten auf der Insel landeten. Die Ordensregel, nicht gegen Christen zu kämpfen, verbot den Kampf gegen die Invasoren. Hinzu kam, dass der Großteil der Ordensritter selbst Franzosen waren. Ferdinand von Hompesch zu Bolheim übergab Malta daher kampflos und verließ die Insel mitsamt allen Ordensrittern. Er bezog sein neues Hauptquartier zunächst in Triest in Italien, zwei Monate später dann in Ljubljana im heutigen Slowenien.
Nach seinem Rücktritt vom Amt des Großmeisters im Jahre 1799 zog er zunächst nach Österreich und Italien. 1804 ließ er sich schließlich in Montpellier in Frankreich nieder und trat dort der Bruderschaft der Blauen Büßer bei. Kurze Zeit später, im Mai 1805, starb er als armer Mann im Alter von 60 Jahren.

## Leben
Als Spross rheinischen Uradels wurde Ferdinand von Hompesch bereits im Alter von zwölf Jahren einer der Pagen des portugiesischen Großmeisters Manuel Pinto de Fonseca und wurde nach fünfjähriger Anwartschaft am 10. Juli 1761 cum dispensatione minoris aetatis in den Orden aufgenommen, in dem er rasch Karriere machen sollte. Bereits 1768 bekleidete er das Amt eines Kastellan, 1770 war er als Leutnant für die Überwachung der Galeeren und der Befestigungen mitverantwortlich und 1774 wurde ihm als Rüstungskommissar die Sorge für die Bewaffnung übertragen.
Seit Ende 1775 vertrat er zudem den Wiener Hof als Botschafter (diesen Posten hatte er bis zur Übernahme des Großmeisteramtes im Jahre 1797 inne). 1776 wurde ihm die Würde des Großkreuzes verliehen, so dass er ab diesem Zeitpunkt dem Ständigen Rat des Ordens angehörte. Sein Plan einer Annäherung des Malteserordens an die evangelischen Johanniter scheiterte im gleichen Jahr am Widerstand mehrerer deutscher Ordensritter. In den folgenden Jahren erhielt er die Kommenden Rothenburg ob der Tauber und Reichardsroth (1777), Herford und Lage (1783, in diesem Jahr war von Hompesch zugleich Prodomo der Konventskirche des hl. Johannes), Basel-St. Johann und Dorlisheim (1785), Sulz, Colmar und Mülhausen (1786) sowie Villingen im Schwarzwald (1796). Im Jahr 1796 erlangte er die Position des Großbailli (des Oberhaupts) der deutschen Zunge.
Am 17. Juli 1797 wurde Ferdinand von Hompesch – wohl nicht zuletzt mit Hilfe kaiserlicher Protektion und aufgrund der Zerstrittenheit der verschiedenen Zungen – einstimmig zum Großmeister des Ordens gewählt. Er trat dieses Amt in schwierigen Zeiten an, da sich der Orden in einer Phase des Niedergangs befand und Malta aufgrund seiner strategisch wichtigen Lage das militärische Interesse der Großmächte geweckt hatte. Dies galt in besonderem Maße für Frankreich, das durch Beschluss der Nationalversammlung 1792 alle Ordensbesitzungen in Frankreich zu Nationaleigentum erklärt hatte. Die verstärkte Zuwendung des Ordens zu Russland, dessen Zar Paul – als nichtkatholischer Souverän – in den Orden aufgenommen wurde und den Titel „Protektor des Malteserordens“ erhielt, empfand Frankreich als Aufgabe der Neutralität des Ordens und als Gefahr einer russischen Machtübernahme auf Malta. Auf Napoleons Drängen hin wurde ihm am 12. April 1798 vom französischen Direktorium der Auftrag erteilt, sich anlässlich seines Ägypten-Feldzugs der Insel zu bemächtigen. Bereits am 3. März 1798 hatte eine kleine französische Flotte versucht, Malta anzulaufen, der Orden verweigerte den Schiffen jedoch unter Berufung auf den Vertrag von Utrecht aus dem Jahre 1713 die uneingeschränkte Einfahrt in den Hafen. Bereits am 9. Juni 1798 erschien eine nun gut 500 Schiffe umfassende französische Flotte mit 54.000 Mann vor Malta. Die erneute Weigerung, die Schiffe in den Hafen einlaufen zu lassen, wurde von Napoleon zum Anlass genommen, unter Bruch des geltenden Völkerrechts die Insel anzugreifen. Am 10. Juni 1798 landeten 15.000 Mann an elf verschiedenen Stellen auf Malta. Neben dem schlechten Zustand der Verteidigungsanlagen trugen die Unzufriedenheit weiter Teile der maltesischen Bevölkerung mit der Ordensherrschaft, Sabotageakte und die verschwindend geringe Zahl kampffähiger Ritter (von 332 Rittern waren etwa 50 nicht mehr im dienstfähigen Alter) ihren Teil dazu bei, dass Malta bereits am 11. Juni 1798 kapitulieren musste.
Der Großmeister ging am 18. Juni 1798 in Begleitung von 16 Rittern ins Exil nach Triest in Österreich. Nach zwei Monaten verlegte er sein Hauptquartier nach Laibach. Kein halbes Jahr später, am 7. November 1798, ließ sich der russische Zar Paul von einigen wenigen Rittern zum Großmeister des Ordens wählen. Am 6. Juli 1799 erklärte von Hompesch in einem Schreiben an Franz II. seinen Verzicht auf das Amt des Großmeisters.
Nach mehrjähriger Wanderschaft durch Österreich und Italien übersiedelte er 1804 nach Montpellier, wo er am 25. Dezember desselben Jahres der Bruderschaft Penitents Bleus beitrat und bereits am 12. Mai 1805 verstarb. Er wurde in der Kapelle Sainte Eulalie der Bruderschaft beigesetzt. Sein provisorisches Grab wurde nicht gekennzeichnet, da die Überführung des Leichnams in seine Heimat geplant war. Diese unterblieb jedoch.

## Historische Beurteilung
Ferdinand von Hompesch kann als tragische Figur des Ordens gelten, dem ersten und einzigen deutschen Großmeister wurde schon sehr bald der Verlust Maltas als das Resultat persönlicher Feigheit zur Last gelegt. Bereits Anfang September 1798 erhob Zar Paul diesen Vorwurf, und bis vor kurzem entsprach es allgemeiner Anschauung, dass von Hompesch ein denkbar unfähiger und mutloser Großmeister gewesen sei. Erst in den vergangenen Jahren, fast genau 200 Jahre nach der angeblich entehrenden Kapitulation, wird ein neues Bild gezeichnet, das seiner historischen Figur und der Rolle bei der Kapitulation Maltas eher gerecht wird. Zwar mag es in seiner persönlichen Lebensführung durchaus fragwürdige Aspekte gegeben haben (neben erdrückenden Schulden seien hier auch die Diffamierungen seines ehemaligen Sekretärs Franz Sinsteden erwähnt, denen zufolge Hompesch eine Geliebte namens Natale Farrugia hatte); auch trägt der Umstand, dass Frankreich ihm für die Kapitulation eine jährliche Apanage in Höhe von 300.000 Francs versprach, zu dem Eindruck bei, dass Malta nicht alleine aufgrund sachlicher Erwägungen aufgegeben worden ist. Es wäre aber sicherlich falsch, aus etwaigen persönlichen Verfehlungen den Schluss zu ziehen, er habe Malta einzig aus Feigheit und aufgrund persönlichen Gewinnstrebens den Franzosen überlassen. Vielmehr führte das Ineinandergreifen verschiedener Faktoren dazu, dass er letztlich keine andere Wahl hatte, als die Insel an die französische Streitmacht zu übergeben: Der Orden war im ausgehenden 18. Jahrhundert aufgrund interner Streitigkeiten und allgemeinen Verfalls extrem geschwächt, die Verteidigungsanlagen der Insel waren nur bedingt einsatzbereit, die Bewaffnung erwies sich als größtenteils veraltet oder unbrauchbar, auf das Gros der Ritter war aufgrund ihrer französischen oder spanischen Abstammung (Spanien war zu dieser Zeit Napoleons Verbündeter) kein bedingungsloser Verlass, ebenso fehlte es an der Unterstützung in der Bevölkerung. Bereits Jahre zuvor an Spanien, Russland und Österreich gerichtete Ersuchen um finanzielle Unterstützung zur Verbesserung der Verteidigungsbereitschaft Maltas waren kaum erhört worden, offensichtlich bestand unter den Großmächten kein übermäßiges Interesse an einer nachhaltigen Stärkung der Insel. Die eigene Wirtschaftskraft des Ordens, die nicht zuletzt durch die Enteignungen der drei französischen Zungen (Auvergne, Frankreich, Provence) gravierend geschwächt worden war, reichte für die erforderlichen Maßnahmen bei weitem nicht aus.